# Danh sách cầu thủ tham dự Giải vô địch bóng đá nữ châu Âu 1984
Đây là danh sách đội hình các đội bóng tham dự Giải vô địch bóng đá nữ châu Âu 1984.
Cầu thủ được đánh dấu (c) là đội trưởng của đội tuyển quốc gia đó.

## Đan Mạch
Huấn luyện viên:  Flemming Schultz

| Số | VT | Cầu thủ                | Ngày sinh (tuổi)            | Trận | Bàn | Câu lạc bộ          |
| -- | -- | ---------------------- | --------------------------- | ---- | --- | ------------------- |
| 1  | TM | Gitte Hansen           | 21 tháng 9, 1961 (22 tuổi)  | 9    | 0   | Boldklubben 1909    |
| 2  | TV | Kirsten Fabrin         | 20 tháng 12, 1953 (30 tuổi) | 19   | 3   | Boldklubben 1909    |
| 3  | HV | Glennie Nielsen        |                             | 10   | 0   | Skovlunde IF        |
| 4  | TV | Jette Andersen         | 8 tháng 6, 1959 (24 tuổi)   | 9    | 1   | Fortuna Hjørring    |
| 5  | HV | Jette Hansen           | 17 tháng 11, 1953 (30 tuổi) | 18   | 2   | Boldklubben Rødovre |
| 6  | TV | Hanne Pedersen (c)     | 4 tháng 7, 1963 (20 tuổi)   | 7    | 0   | Boldklubben Rødovre |
| 7  | TV | Mette Munk Pedersen    | 24 tháng 1, 1964 (20 tuổi)  | 1    | 0   | Fortuna Hjørring    |
| 8  | TV | Susan Mackensie        | 24 tháng 12, 1962 (21 tuổi) | 4    | 0   | HEI Aarhus          |
| 9  | TĐ | Lone Smidt Hansen      | 1 tháng 1, 1961 (23 tuổi)   | 38   | 15  | Boldklubben 1909    |
| 10 | HV | Birgitte Frederiksen   | 19 tháng 11, 1963 (20 tuổi) | 4    | 3   | Boldklubben 1909    |
| 11 | TĐ | Inge Henriksen         | 16 tháng 11, 1958 (25 tuổi) | 22   | 10  | Skovlunde IF        |
| 12 | TĐ | Annie Gam-Pedersen     | 5 tháng 7, 1965 (18 tuổi)   | 12   | 1   | HEI Aarhus          |
| 13 | HV | Lis Lene Nielsen       | 29 tháng 8, 1951 (32 tuổi)  | 5    | 0   | Boldklubben 1909    |
| 14 | HV | Charlotte Nielsen-Mann |                             | 22   | 3   | HEI Aarhus          |
| 15 | TV | Pia Andersen           | 27 tháng 4, 1960 (23 tuổi)  | 3    | 0   | Ringsted IF         |
| 16 | TM | Marianne Riis          | 8 tháng 10, 1953 (30 tuổi)  | 26   | 0   | HEI Aarhus          |
|    | HV | Annette Mogensen       | 26 tháng 5, 1959 (24 tuổi)  | 21   | 5   | Kolding Boldklub    |
|    | TV | Hanne Larsen           | 7 tháng 12, 1960 (23 tuổi)  | 18   | 2   | Boldklubben Rødovre |
|    | TV | Helle Pedersen         | 8 tháng 12, 1963 (20 tuổi)  | 1    | 0   | Skovlunde IF        |

## Anh
Huấn luyện viên:  Martin Reagan

| Số | VT | Cầu thủ           | Ngày sinh (tuổi)           | Trận | Bàn | Câu lạc bộ         |
| -- | -- | ----------------- | -------------------------- | ---- | --- | ------------------ |
| 1  | TM | Theresa Wiseman   | 0 tháng 12, 1956 (28 tuổi) | 14   |     | Howbury Grange     |
| 2  | HV | Carol Thomas (c)  |                            | 41   |     | Rowntree           |
| 3  | HV | Morag Pearce      |                            | 36   |     | Southampton        |
| 4  | HV | Lorraine Hanson   |                            | 23   |     | Doncaster Belles   |
| 5  | HV | Angela Gallimore  |                            | 10   |     | Broadoak           |
| 6  | TV | Gillian Coultard  | 22 tháng 7, 1963 (20 tuổi) | 12   |     | Rowntree           |
| 7  | TV | Elisabeth Deighan |                            | 32   |     | St. Helens         |
| 8  | TV | Debbie Bampton    | 7 tháng 10, 1961 (22 tuổi) | 10   |     | Howbury Grange     |
| 9  | TĐ | Linda Curl        | 0 tháng 12, 1962 (22 tuổi) | 28   |     | Norwich            |
| 10 | TĐ | Kerry Davis       | 2 tháng 8, 1962 (21 tuổi)  | 7    |     | Crewe              |
| 11 | TV | Pat Chapman       |                            | 25   |     | Southampton        |
| 12 | TM | Theresa Irvine    |                            | 6    |     | Aylesbury          |
| 13 | TV | Brenda Sempare    | 9 tháng 11, 1961 (22 tuổi) | 2    |     | Friends of Fulham  |
| 14 | TV | Hope Powell       | 8 tháng 12, 1966 (17 tuổi) | 2    |     | Millwall Lionesses |
| 15 | TV | Janet Turner      |                            | 11   |     | Crewe              |
| 16 | HV | Sheila Parker     | 0 tháng 12, 1947 (37 tuổi) | 30   |     | Chorley            |

## Ý
Huấn luyện viên:  Enzo Benedetti

| Số | VT | Cầu thủ             | Ngày sinh (tuổi)            | Trận | Bàn | Câu lạc bộ     |
| -- | -- | ------------------- | --------------------------- | ---- | --- | -------------- |
| 1  | TM | Eva Russo           | 20 tháng 12, 1966 (17 tuổi) |      |     | Lazio          |
| 2  | HV | Maura Furlotti      | 12 tháng 9, 1957 (26 tuổi)  |      |     | Lazio          |
| 3  | TV | Adele Marsiletti    | 7 tháng 11, 1964 (19 tuổi)  |      |     | ACF Trani 80   |
| 4  | TV | Maria Mariotti      | 27 tháng 1, 1964 (20 tuổi)  |      |     | ACF Trani 80   |
| 5  | HV | Paola Bonato        | 31 tháng 1, 1961 (23 tuổi)  |      |     | ACF Trani 80   |
| 6  | TV | Feriana Ferraguzzi  | 20 tháng 2, 1959 (25 tuổi)  |      |     | Standard Liège |
| 7  | TV | Viviana Bontacchio  | 11 tháng 6, 1959 (24 tuổi)  |      |     | ACF Trani 80   |
| 8  | TĐ | Carolina Morace     | 5 tháng 2, 1964 (20 tuổi)   |      |     | ACF Trani 80   |
| 9  | TĐ | Elisabetta Vignotto | 13 tháng 1, 1954 (30 tuổi)  |      |     | Roma           |
| 10 | TV | Elisabetta Secci    | 7 tháng 10, 1962 (21 tuổi)  |      |     | Roma           |
| 11 | TV | Antonella Carta     | 1 tháng 3, 1967 (17 tuổi)   |      |     | Roma           |
| 12 | TM | Giorgia Brenzan     | 21 tháng 8, 1967 (16 tuổi)  |      |     | Juve Piemonte  |
| 13 | TV | Viola Langella      | 14 tháng 1, 1961 (23 tuổi)  |      |     | ACF Trani 80   |
| 14 | TĐ | Ernesta Venuto      |                             |      |     | Roma           |
|    | TV | Anna Mega           | 21 tháng 10, 1962 (21 tuổi) |      |     | ACF Trani 80   |

## Thụy Điển
Huấn luyện viên:  Ulf Lyfors

| Số | VT | Cầu thủ              | Ngày sinh (tuổi)            | Trận | Bàn | Câu lạc bộ      |
| -- | -- | -------------------- | --------------------------- | ---- | --- | --------------- |
| 1  | TM | Elisabeth Leidinge   | 6 tháng 3, 1957 (27 tuổi)   |      |     | Jitex BK        |
| 2  | HV | Anette Börjesson (c) | 11 tháng 11, 1954 (29 tuổi) |      |     | Jitex BK        |
| 3  | TV | Ann Jansson          | 6 tháng 5, 1957 (26 tuổi)   |      |     | Hammarby IF     |
| 4  | HV | Angelica Burevik     | 7 tháng 12, 1958 (25 tuổi)  |      |     | Stattena IF     |
| 5  | TV | Mia Kåberg           | 9 tháng 6, 1958 (25 tuổi)   |      |     | AIK             |
| 6  | HV | Karin Åhman-Svensson | 30 tháng 3, 1957 (27 tuổi)  |      |     | Öxabäcks IF     |
| 7  | TV | Anna Svenjeby        | 26 tháng 4, 1962 (21 tuổi)  |      |     | Jitex BK        |
| 8  | TV | Eva Andersson        | 15 tháng 8, 1963 (20 tuổi)  |      |     | GIF Sundsvall   |
| 9  | TĐ | Lena Videkull        | 9 tháng 12, 1962 (21 tuổi)  |      |     | Trollhättans IF |
| 10 | TĐ | Pia Sundhage         | 13 tháng 2, 1960 (24 tuổi)  |      |     | Jitex BK        |
| 11 | TĐ | Helen Johansson      | 9 tháng 7, 1965 (18 tuổi)   |      |     | Jitex BK        |
| 12 | TM | Inger Arnesson       | 12 tháng 4, 1953 (30 tuổi)  |      |     | Sunnanå SK      |
| 13 | HV | Catarina Gjellan     | 1 tháng 10, 1963 (20 tuổi)  |      |     | Gideonsbergs IF |
| 14 | TV | Camilla Andersson    | 25 tháng 5, 1962 (21 tuổi)  |      |     | Sunnanå SK      |
| 15 | TV | Gunilla Axén         | 27 tháng 10, 1966 (17 tuổi) |      |     | Gideonsbergs IF |
| 16 | TĐ | Karin Ödlund         | 22 tháng 2, 1959 (25 tuổi)  |      |     | Alnö IF         |
|    | HV | Anette Hansson       | 2 tháng 5, 1963 (20 tuổi)   |      |     | Malmö FF        |
|    | HV | Anette Nicklasson    | 11 tháng 11, 1955 (28 tuổi) |      |     | Jitex BK        |
|    | TV | Doris Uusitalo       | 17 tháng 10, 1957 (26 tuổi) |      |     | Hammarby IF     |

Nguồn: Swedish Football Association